# 福霍尔姆站
福霍尔姆站（丹麥語：Favrholm Station，曾用名：希勒勒南站）是一座火车站，位于丹麦首都大区希勒勒自治市福霍尔姆，2023年12月10日投入使用。同时由丹麦国家铁路下属的哥本哈根市郊铁路和丹麦地方铁路公司两间铁路公司使用。西兰岛北线铁路（现由哥本哈根市郊铁路使用）和腓特烈斯韦克铁路（现由丹麦地方铁路公司使用）均途径本站。